# Ramón Grau

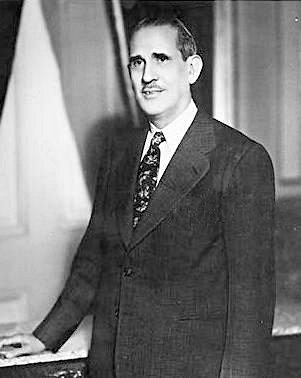
Ramón Grau, läkare och politiker, Kubas president 1933-34 och 1944-48. Han åsidosattes av Batista 1934 men kunde genom folkligt stöd efterträda honom 1944.

Ramón Grau San Martín, född 13 september 1887 i La Palma i Pinar del Río, död 28 juli 1969 i Havanna, var en kubansk läkare och politiker, president 1933-1934 och 1944-1948. Han utsågs efter diktatorn Gerardo Machados fall 1933 till president av den styrande pentarkin men avsattes efter fyra månader av viktiga sociala och politiska reformer och bildade 1934 Kubas revolutionära parti (Partido Autentico eller Partido Revolucionario Cubano-Autentico). Sedan en demokratisk grundlag införts ställde han upp i 1940 års presidentval men besegrade av arméchefen Fulgencio Batista, men fick fyra år senare revansch mot dennes "kronprins" Carlos Zayas. Hans regering var vänsternationalistisk med populism, ekonomiska regleringar och sociala reformer på agendan, men även repression mot växande radikala studentkretsar. Sedan Graus efterträdare Carlos Prío Socarras störtats av Batista i en militärkupp ställde han åter upp i 1954 års val men drog sig tillbaka för att inte ge regimen demokratisk legitimitet och fick trots de två omständigheterna några procent av rösterna.